# 舊康斯坦丁尼夫區

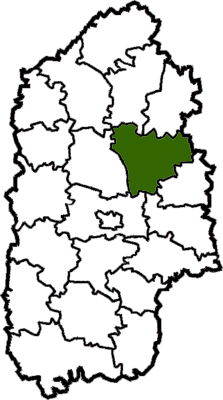
舊康斯坦丁尼夫區在赫梅利尼茨基州的位置

舊康斯坦丁尼夫區（烏克蘭語：Старокостянтинівський район），曾是烏克蘭西部赫梅利尼茨基州的一個區，行政中心設於舊康斯坦丁尼夫，面積1,210平方公里，2012年人口30,448，人口密度每平方公里25.16人。
该区在2020年乌克兰行政区划改革中撤销，其范围并入赫梅利尼茨基區。